# Glaphyrus luristanus
Glaphyrus luristanus är en skalbaggsart som beskrevs av Edmund Reitter 1903. Glaphyrus luristanus ingår i släktet Glaphyrus och familjen Glaphyridae. Inga underarter finns listade i Catalogue of Life.